# Mechanika precyzyjna

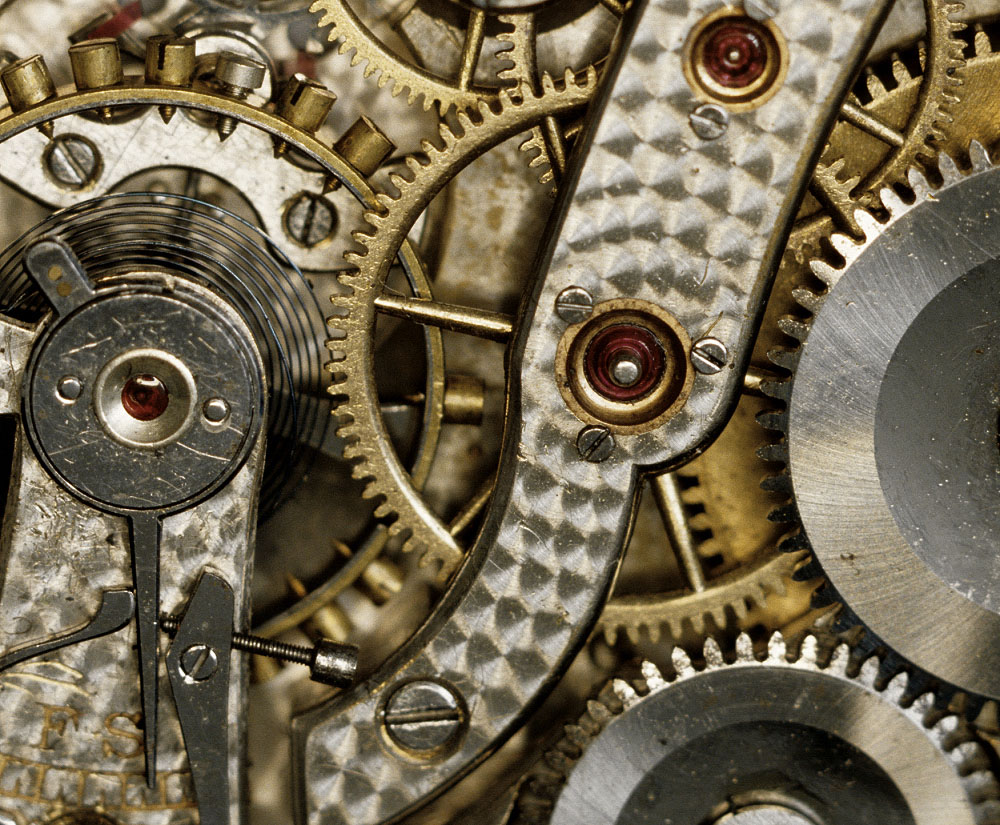
Mechanizm zegarka naręcznego

Mechanika precyzyjna – dziedzina nauki wchodząca w skład inżynierii mechanicznej, zajmująca się konstruowaniem, wytwarzaniem i badaniem elementów mechanicznych z wysoką dokładnością obróbki.
Wiedza tego działu techniki umożliwia wytwarzanie takich urządzeń mechanicznych jak przyrządy pomiarowe, przyrządy optyczne, zegary itp.